# Tiesj Benoot
Tiesj Benoot (* 11. März 1994 in Gent) ist ein belgischer Radrennfahrer. Er gilt als starker Sprinter und Klassikerspezialist, erzielt aber auch Erfolge im bergigen Gelände.

## Karriere
Benoot, der an der Universität Gent Ökonomie studierte, fuhr in den Jahren 2013 und 2014 für Farmteams des belgischen UCI World Teams Lotto Soudal. Er gewann 2013 die zweite Etappe der U23-Ausgabe der Vuelta a la Comunidad de Madrid.
Zum Ende der Saison 2014 fuhr er als Stagiaire für das WorldTeam und erhielt für 2015 einen regulären Vertrag. In seinem ersten Jahr bei dieser Mannschaft belegte er bei World Tour-Rennen vordere Plätze: Er wurde jeweils Fünfter des “Monuments” Flandernrundfahrt - nach sehr aktiver Fahrweise - und des Grand Prix Cycliste de Montréal sowie Gesamtwertungsachter der Eneco Tour. Außerdem belegte er beim Klassiker Paris–Tours Rang vier und wurde Gesamtzweiter der Belgien-Rundfahrt.
Im Jahr 2016 wurde Benoot u. a. Dritter beim Omloop Het Nieuwsblad und Gesamtfünfter der Polen-Rundfahrt. Mit der Tour de France 2017 bestritt er seine erste Grand Tour und beendete die Rundfahrt als 20. der Gesamtwertung. Sein bislang größter Sieg gelang ihm bei den Strade Bianche 2018, indem er 12 Kilometer vor dem Ziel seine letzten Begleiter abschüttelte. Anschließend wurde er Gesamtvierter bei Tirreno-Adriatico, Fünfter von E3 Harelbeke und Achter der Flandern-Rundfahrt. Seine besten Ergebnisse in der Saison 2019 war der vierte Gesamtrang der Tour de Suisse, der neunte Rang bei der Flandern-Rundfahrt und Platz zwei der Bretagne Classic drei Sekunden hinter dem Sieger Sep Vanmarcke sowie ein Etappensieg bei der Dänemark-Rundfahrt.
Nach vier Jahren bei Lotto schloss Benoot sich 2020 dem Team Sunweb an. Er entschied die hügelige 6. Etappe von Paris-Nizza als Solist für sich. Auf der Bergankunft der 7. Etappe, die eigentlich die vorletzte Etappe des wegen der COVID-19-Pandemie verkürzten Etappenrennens sein sollte, attackierte er den Gesamtführenden Maximilian Schachmann zwei Kilometer vor dem Ziel, wurde Etappenzweiter und in der Gesamtwertung ebenfalls Zweiter mit nur 18 Sekunden Rückstand.
In den folgenden Jahren machte sich Benoot weiterhin als Klassikerspezialist einen Namen und holte zahlreiche vordere Positionen wie bei Dwars door Vlaanderen 2022, wo er im Sprint Mathieu van der Poel unterlag. Auch bergige Rennverläufe lagen ihm, mehrfach war er unter den besten Zehn bei Lüttich–Bastogne–Lüttich, und bei Clásica San Sebastián 2022 wurde er Dritter; kurz danach beendete ein Trainingsunfall, bei dem er von einem Auto angefahren wurde, seine Saison. Mangelnde Sprintqualitäten vereitelten bessere Resultate, auch fuhr er seit seinem Wechsel zu Jumbo-Visma häufig im Dienste Wout van Aerts. Ein Sieg zum Saisonauftakt bei Kuurne–Brüssel–Kuurne 2023 blieb sein einziger zählbarer Erfolg.

## Privates
Tiesj Benoot ist mit Fien De Pauw verheiratet und Vater zweier Töchter.

## Erfolge
2013
- eine Etappe Vuelta a la Comunidad de Madrid (U23)

2016
- Nachwuchswertung Volta ao Algarve

2017
- Nachwuchswertung Volta ao Algarve

2018
- Strade Bianche
- Nachwuchswertung Tirreno-Adriatico

2019
- eine Etappe Dänemark-Rundfahrt

2020
- eine Etappe und Punktewertung Paris-Nizza

2023
- Kuurne–Brüssel–Kuurne

## Wichtige Platzierungen
| Grand Tour            | 2015 | 2016 | 2017 | 2018 | 2019 | 2020 | 2021 | 2022 | 2023 | 2024 | 2025 |
| --------------------- | ---- | ---- | ---- | ---- | ---- | ---- | ---- | ---- | ---- | ---- | ---- |
| Giro d’ItaliaGiro     | –    | –    | –    | –    | –    | –    | –    | –    | –    | –    | –    |
| Tour de FranceTour    | –    | –    | 20   | DNF  | 59   | 75   | DNF  | 35   | 24   | 49   | 54   |
| Vuelta a EspañaVuelta | –    | –    | –    | 95   | –    | –    | –    | –    | –    | –    |      |

| Monument                 | 2015 | 2016 | 2017 | 2018 | 2019 | 2020 | 2021 | 2022 | 2023 | 2024 | 2025 |
| ------------------------ | ---- | ---- | ---- | ---- | ---- | ---- | ---- | ---- | ---- | ---- | ---- |
| Mailand–Sanremo          | –    | –    | 133  | –    | –    | 20   | –    | –    | –    | –    | –    |
| Flandern-Rundfahrt       | 5    | DNF  | DNF  | 8    | 9    | 10   | 12   | 13   | 13   | 15   | 6    |
| Paris–Roubaix            | 100  | 114  | –    | 23   | DNF  | –    | –    | –    | –    | –    | –    |
| Lüttich–Bastogne–Lüttich | –    | –    | –    | –    | –    | 8    | 7    | –    | 7    | 12   | 13   |
| Lombardei-Rundfahrt      | DNF  | –    | 57   | 25   | 24   | –    | –    | –    | 63   | 58   |      |